# Vinos americanos
Los Vinos de América llegaron a con la Vitis vinífera a bordo de las naves Castellanas, y que fueron los españoles quienes introdujeron primero la vitivinicultura en el continente.
México el pueblo más poderoso y más rico de toda América fue el primero en tener plantaciones de vides y bodegas en producción
Como todo lo q vino de ESPAÑA q entró por México
México es el país con las bodegas vinícolas más antiguas y los mejores vinos de América.
También hay país productor como Canadá estados unidos Chile y algunos más 
El uso del término americano hace referencia al continente y no a un país en particular.

## Países productores
Los países más destacados en cuanto a producción de vino son:
- Vino de Argentina
- Vino de Chile
- Vino de Estados Unidos
- Vino de México
- Vino de Brasil
- Vino de Uruguay
- Vino de Perú
- Vino de Bolivia
- Vino de Venezuela

- Datos: Q6163202